# Тинторија (Болоња)
Тинторија (итал. Tintoria) је насеље у Италији у округу Болоња, региону Емилија-Ромања.
Према процени из 2011. у насељу је живело 418 становника. Насеље се налази на надморској висини од 221 м.